# Таорска врела
Слапови Таорских врела су споменик природе која се налазе у западном делу Србије, масиву Ваљевских планина, у подножју планине Повлен. Таорска врела избијају у селу Доњи Таор, где се и уливају у реку Скрапеж, притоку Западне Мораве.

## Положај
Таорска врела се налазе на територији града Ваљева у Доњем Таору, недалеко од пута за Маковиште. У овом природном простору, некад је постојало 12 воденица, а сада их је остало само неколико. У подножју кречњачког платоа, на југоисточном крају синклиналне долине, са северне стране оивиченог вертикалном литицом висине 5, ширине при дну 3 м, из пећинског отвора избија врело. На релативно кратком растојању преко наталожених бигрених наслага, створени су бројни слапови и водопади. Врела се уливају у реку Скрапеж, којој је извориште испод планине Повлен.
До врела се може доћи из Ваљева путем који иде преко Лелића и Мравињаца.

## Одлике
Подручје Таорских врела је препознатљиво по врелској пећини у подножју кречњачког одсека, одакле извире главно врело, и широј изворишној зони са више малих периодских извора. Низводно од главног врела наталожена је највећа акумулација бигра у овом делу Србије. Она је испресецана мноштвом живописних каскада и слапова, са остацима некадашњих воденица, који се завршавају водопадом на ушћу Врелског потока у Скрапеж, висине око 4,5 m.

## Заштита
Споменик природе „Таорска врела“ налази се у поступку заштите и на његовом подручју је предвиђен режим заштите II степена.